# 私の夫と結婚して
『私の夫と結婚して』（わたしのおっととけっこんして、朝: 내 남편과 결혼해줘）は、2024年1月1日から2月20日までtvNで放送された韓国のテレビドラマ。原作は同名のウェブ小説。余命僅かの女性が不倫した夫と親友に殺され、気づくと10年前にタイムスリップし、復讐を遂げるSFロマンティック・コメディ。日本ではAmazon Prime Videoで配信されている。
末期癌に侵されたという設定の主人公を演じるため、パク・ミニョンが37キロまで減量して撮影に臨んだことが話題となった。初回視聴率としてはtvN月-火放映ドラマの最高値、最終回でもtvN同枠の歴代3位の視聴率を獲得した。

## あらすじ
社内結婚をしたカン・ジウォン（パク・ミニョン）だったが、姑からは虐められ、夫のパク・ミンファン（イ・イギョン）は投資に夢中になり、勝手に退職してしまう。ジウォンは家計を支え続けていたものの、胃癌に侵され余命宣告を受ける。ミンファンは医療費すら払おうとせず、ジウォンの親友チョン・スミン（ソン・ハユン）と浮気し、ジウォンが早く死ねばいいと2人で嗤っていた。そんな現場を目撃したジウォンは裏切った夫と親友に怒りをぶつけるが、スミンと揉み合いになり、ミンファンに払いのけられたはずみで、テーブルに頭をぶつけて亡くなってしまう。
しかし、気がつくとそこは10年前のオフィス。目の前にいたミンファンに思わず掴みかかったジウォンだが、それを上司のユ・ジヒョク（ナ・イヌ）に止められる。タイムスリップで混乱しながらジヒョクに送られ自宅に戻ったジウォンは、亡き父が死後も自分を心配していた証に気づき涙する。そこへやって来た恋人だったミンファンに別れを突きつけたが、お金も貢ぐ都合のいい恋人のジウォンをミンファンは離そうとしない。やがてジウォンは、ミンファンとスミンに対する復讐として、2人を結婚させようと思いつく。

## キャスト

### 主要人物
カン・ジウォン　- パク・ミニョン（若年期：キム・アヒョン）
U＆Kフードマーケティング1チーム社員。1度目の人生でミンファンと社内結婚を果たしたが、疲弊する結婚生活の中で末期の胃癌を患う。不倫を目撃したため、ミンファンとスミンに殺されたが、10年前にタイムスリップ。ミンファンとスミンを結びつけることで新しい人生を歩もうと復讐を誓う。
ユ・ジヒョク　- ナ・イヌ
U＆Kフードマーケティング総括部長、実はU&Kグループ創業者の孫であることを隠している。以前からジウォンに思いを寄せていたが、恋が叶うことはなかった。ジウォンの2度目の人生で、ジウォンの復讐に助力する。
パク・ミンファン　- イ・イギョン
U＆Kフードマーケティング1チーム代理。ジウォンの1度目の人生で結婚した夫。ジウォンの親友であるスミンと不倫し、ジウォンを死なせる。
チョン・スミン　- ソン・ハユン（若年期：イム・ソヒョン）
ジウォンの1度目の人生での親友。U＆Kフードマーケティングチームの契約社員として入職し、ミンファンと不倫、ジウォンの遺族年金を得ようとする。
ペク・ウンホ　- イ・ギグァン
ジウォンの高校時代の同級生。今はシェフとして活躍している。

### U&Kグループ
ヤン・ジュラン　- コン・ミンジョン
U＆Kフードマーケティング1チーム代理。ジウォンの同僚。
ユ・ヒヨン　- チェ・ギュリ
U＆Kフードマーケティング1チーム社員。ジヒョクの妹。
キム・ジョンウ　- キム・ジョンヒ
U＆Kフードマーケティング1チーム課長。ジウォンに辛く当たる。
イ・ソクジュン　- ハ・ドウォン
U&Kグループ戦略企画室長。ハンイルの右腕。
ユ・ハンイル　- ムン・ソングン
U&Kグループ会長。ジヒョクの祖父でジヒョクの結婚を心配している。

### 主要人物の家族
キム・ジャオク　- チョン・ギョンスン
ミンファンの母。嫁のジウォンを虐める。
カン・ヒョンモ　- チョン・ソギョン
ジウォンの父。トラック運転手だったが、癌で20年前に他界。

### 特別出演
オ・ユラ　- BoA
航空会社副社長。ジヒョクの元婚約者。
テレビ司会者　- カン・ホドン
6話で登場したテレビ番組の進行役。

## スタッフ
- 演出：パク・ウォングク、ハン・ジンソン
- 脚本：シン・ユダム
- 企画：スタジオドラゴン
- 音楽：パク・ソンイル

## 視聴率
| 2024年 | 2024年       | 2024年           | 2024年           | 2024年 |
| Ep     | 放送日       | ニールセン視聴率 | ニールセン視聴率 |        |
| Ep     | 放送日       | 大韓民国（全国） | 首都圏（ソウル） |        |
| ------ | ------------ | ---------------- | ---------------- | ------ |
| 第1話  | 2024. 1. 1.  | 5.211%           | 5.608%           |        |
| 第2話  | 2024. 1. 2.  | 5.891%           | 6.246%           |        |
| 第3話  | 2024. 1. 8.  | 6.420%           | 7.079%           |        |
| 第4話  | 2024. 1. 9.  | 7.595%           | 7.861%           |        |
| 第5話  | 2024 1. 15.  | 7.372%           | 8.019%           |        |
| 第6話  | 2024. 1. 16. | 7.773%           | 8.329%           |        |
| 第7話  | 2024. 1. 22. | 9.359%           | 10.369%          |        |
| 第8話  | 2024. 1. 23. | 8.642%           | 9.171%           |        |
| 第9話  | 2024. 1. 29. | 9.844%           | 11.117%          |        |
| 第10話 | 2024. 1. 30. | 10.714%          | 11.765%          |        |
| 第11話 | 2024. 2. 5.  | 11.776%          | 13.036%          |        |
| 第12話 | 2024. 2. 6.  | 10.518%          | 11.324%          |        |
| 第13話 | 2024. 2. 12. | 10.820%          | 12.050%          |        |
| 第14話 | 2024. 2. 13. | 11.050%          | 11.617%          |        |
| 第15話 | 2024. 2. 19. | 11.081%          | 12.178%          |        |
| 第16話 | 2024. 2. 20. | 11.951%          | 12.485%          |        |

## 日本版
2025年6月27日よりAmazon Prime Videoにて配信。主演は小芝風花と佐藤健。
Amazonオリジナルドラマ作品における配信開始後30日以内の日本国内視聴者数において、歴代1位を記録したことが2025年7月28日に発表された。

### キャスト（日本版）

#### 主要人物
神戸美紗
演 - 小芝風花（7歳時：沢田優乃）
「SUZUTOYAホールディングス」企画二部社員。
鈴木亘
演 - 佐藤健（5歳時：高嶋龍之介）
「SUZUTOYAホールディングス」経営戦略部部長。会長の孫で社長の息子。
平野友也
演 - 横山裕
美紗の一度目の人生の夫。
江坂麗奈
演 - 白石聖（7歳時：橋爪芙夕梨）
美紗の幼なじみで唯一の親友。

#### 周辺人物
住吉百合子
演 - 田畑智子
美紗の「SUZUTOYAホールディングス」での先輩。企画二部・課長代理。
鈴木未来
演 - 黒崎レイナ
美紗の「SUZUTOYAホールディングス」での後輩。亘の妹。
田辺悠斗
演 - 七五三掛龍也
美紗と麗奈の富山中央高校時代の同級生。現在は「ロンタラクトカフェ」のオーナーシェフ。
神戸茂雄
演 - 津田寛治
美紗の父親。タクシー運転手。故人。
富田
演 - 清水伸
美紗の上司。「SUZUTOYAホールディングス」企画二部・課長。
平野雅子
演 - 安部聡子
友也の母親。

#### ゲスト

##### 第1話
小泉誠也
演 - 上遠野太洸（第3話）
麗奈の彼氏。広告代理店勤務。
チヨ
演 - 藤井京子（第2話・第3話・第8話・第10話）
美紗行きつけの和菓子屋「まめかめ堂」店主の妻。
菊江
演 - 仲野元子（第9話）
美紗のおばあちゃん。
裕子
演 - 芝村洋子
美紗の隣のベッドの入院患者。
客
演 - 世志男
ラーメン屋「哲ちゃん」の客。
看護師
演 - 種川遼
美紗の入院している「海乃病院」看護師。
担当者
演 - 園山敬介、小林博
美紗がプレゼンする相手先「ISHII」の担当者。

##### 第2話
遥、瑠璃、加奈
演 - 山崎翠佳（第7話）、上原実矩（第7話）、川口ゆりな（第7話）
美紗と麗奈と悠斗の富山中央高校での同窓生。
亀山総一
演 - 春延朋也（第1話）
「まめかめ堂」店主。
守
演 - 岡宏明（第6話）
鈴木未来のボーイフレンド。美容師。
教授
演 - 中野英樹（第5話）
鈴木亘の母校・帝都大学の恩師。
面接官
演 - 山本栄司
美紗の「SUZUTOYAホールディングス」入社試験の面接官。
Nana
演 - まぁみ（第3話）
古着屋のギャル店員。
店員
演 - 中野深咲

キャスター
演 - 中西希
今日の天気を伝えるモーニングショーのアナウンサー。

##### 第3話
住吉莉子
演 - 小井圡菫玲（第7話・第8話・第10話）（19歳時：上原あまね〈第5話〉）
百合子の娘。
住吉樹
演 - 倉貫匡弘（第7話・第8話）
百合子の夫。居酒屋店長。
美紗の母
演 - 古山希

市之瀬
演 - オツハタ
シャインマスカットを育てる農園の男性。
誠也の婚約者
演 - 濵尾咲綺

管理人
演 - 中野久

##### 第4話
鈴木脩平
演 - 足立智充（第5話・第10話）
亘の父親。「SUZUTOYAホールディングス」社長。
平井桃
演 - 安野澄（第7話・第10話）
「SUZUTOYAホールディングス」企画二部社員。
松本杏奈
演 - 碧木愛莉（第7話・第10話）
「SUZUTOYAホールディングス」企画二部社員。
社員1/川上、社員2
演 - 鈴木雄一郎（第8話）、星野卓誠
不動産会社。

##### 第5話
鈴木貫一
演 - 古舘寛治（第10話）
亘の祖父。「SUZUTOYAホールディングス」会長。
鈴木晴子
演 - 安藤聖（第10話）
亘の母親。
若林
演 - 山中敦史（第10話）
「SUZUTOYAホールディングス」レストラン事業部傘下のレストランの店長。
田村
演 - 植木紀世彦（第6話）
「SUZUTOYAホールディングス」営業部長。
旭、惠子
演 - 佐野啓（第6話）、水木薫（第6話）
旭デパートの会長夫妻。
櫻井
演 - 河相我聞（第10話）
美紗の葬儀会場で麗奈と友也を逮捕する刑事。

##### 第6話
平野和夫
演 - 河屋秀俊（第7話・第9話・第10話）
友也の父親。
有本
演 - 水間貴弘（第8話）
「SUZUTOYAホールディングス」人事部長。

##### 第7話
上月奈々
演 - 中山来未（第8話）
住吉樹が店長の居酒屋のアルバイト店員。大学生。
優香
演 - 川面千晶（第8話）
麗奈の母。
牧師
演 - マシュー・C
友也と麗奈の結婚式の牧師。
物流会社の社長
演 - 潟山セイキ
レストランの宅配サービスを強化するために「SUZUTOYAホールディングス」が業務提携しようとしている。

##### 第8話
陽一
演 - 坂口辰平
優香の別れた夫で麗奈の実父。現在は定食屋経営。
真希
演 - 李千鶴
陽一の現在のパートナー。
営業課長
演 - 嶋村太一
「SUZUTOYAホールディングス」営業課長。友也の上司。
企画部長
演 - 門島考平
「SUZUTOYAホールディングス」企画部長。
同僚1、同僚2
演 - 岡本智礼、小松勇司
「SUZUTOYAホールディングス」営業課で友也の同僚。
借金取りの男
演 - 宮島三郎
友也が「ラッキーローン」から借りた借金の取り立てに現れる。
医師
演 - 堀口敬巧
階段から落ちた住吉百合子を診察。腹痛について検査することも勧める。
医師
演 - 酒巻誉洋
一周目の人生で美紗の腹痛を診察した医師。
父親
演 - 石川啓大
大晦日に家族みんなでおそばを食べると、来年も健康に暮らせると妻子に話している。
同級生
演 - 小島叶誉、小池叶七芽
麗奈の7歳時の小学校の同級生。

##### 第10話
大学院生
演 - 大岩世奈
亘と同じ研究室の大学院生。
部下
演 - 長谷川ティティ
櫻井警部の部下。
医者
演 - 荒木誠
搬送された亘を担当した医師。
医者
演 - 千葉誠太郎
搬送された友也を担当した医師。
看護師
演 - 鶴田理紗

### 配信日程
| 話数   | 配信日  | サブタイトル           | 配信時間 |
| ------ | ------- | ---------------------- | -------- |
| 第1話  | 6月27日 | 二度目の2015年         | 70分     |
| 第2話  | 6月27日 | 二人の初恋             | 67分     |
| 第3話  | 7月04日 | 間違えた恋の矢印       | 62分     |
| 第4話  | 7月04日 | 恐ろしいルール         | 49分     |
| 第5話  | 7月11日 | あなたと過ごしたい未来 | 55分     |
| 第6話  | 7月11日 | 偽りのステージ         | 50分     |
| 第7話  | 7月18日 | おめでとう、親友       | 57分     |
| 第8話  | 7月18日 | 攻守交代               | 51分     |
| 第9話  | 7月25日 | 身代わりの死           | 66分     |
| 第10話 | 7月25日 | さよならと旅立ち       | 65分     |

### スタッフ（日本版）
- 原作 - LINEマンガ『私の夫と結婚して』（作家 sungsojak）[37]
- 監督 - アン・ギルホ[37]
- 脚本 - 大島里美[37]
- 企画 - CJ ENM JAPAN、STUDIO DRAGON[37]
- 制作 - JAYURO PICTURES ENT.、松竹撮影所[37]